# Ludwig Pick
Ludwig Pick, född 31 augusti 1868 i Landsberg an der Warthe, död 3 februari 1944 i Theresienstadt, tysk patolog.
Han var son till en affärsman och studerade vid universiteten i Heidelberg, Leipzig, Berlin, och Königsberg. Han tog sin examen 1893 i Leipzig. Från 1893 till 1906 var han verksam vid Leopold Landaus privatklinik för kvinnor. 
1926 visade Pick histologiskt att Niemann-Picks sjukdom inte är samma sak som Gauchers sjukdom och samtidigt uppmärksammade han Albert Niemanns ursprungliga beskrivning. Efter att nazisterna kommit till makten vräktes han från sitt hus och deporterades till koncentrationslägret Theresienstadt där han avled vid 75 års ålder.